# Agropyron nothum
Agropyron nothum är en gräsart som beskrevs av Aleksandre Melderis. Agropyron nothum ingår i släktet kamveten, och familjen gräs. Inga underarter finns listade i Catalogue of Life.